# Aerangis kotschyana
Espèce
Aerangis kotschyana est une espèce d'orchidées épiphytes, originaire d'Afrique.

## Synonymes
- Aerangis grantii (Bateman ex Baker) Schltr. 1918;
- Aerangis kotschyi Rchb.f. 1881;
- Angraecum kotschyanum Rchb.f. 1864;
- Angraecum grantii Bateman ex Baker 1875;
- Angraecum kotschyi Rchb.f. 1880;
- Angraecum semipedale Rendle & Rolfe 1895;
- Rhaphidorhynchus kotschyi (Rchb.f.) Finet 1907

## Distribution
Forêts tropicales d'Afrique entre 200 et 1500 m d'altitude.

## Culture
Aerangis citrata est cultivée dans des paniers suspendus exposition ombragée par temps chaud mais ensoleillée pour déclencher la floraison. 

## Illustrations

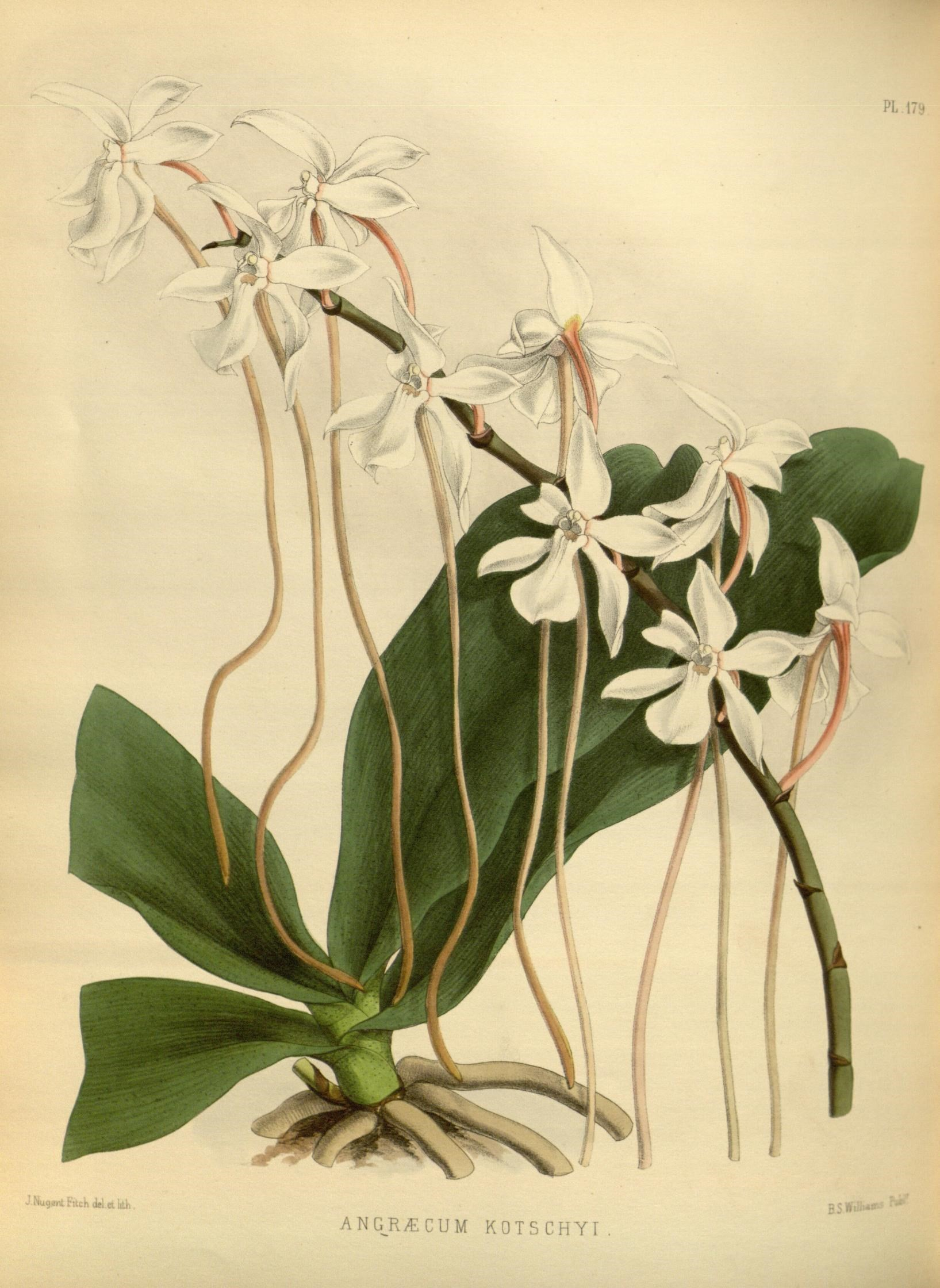
Angraecum kotschyi The Orchid Album 1882
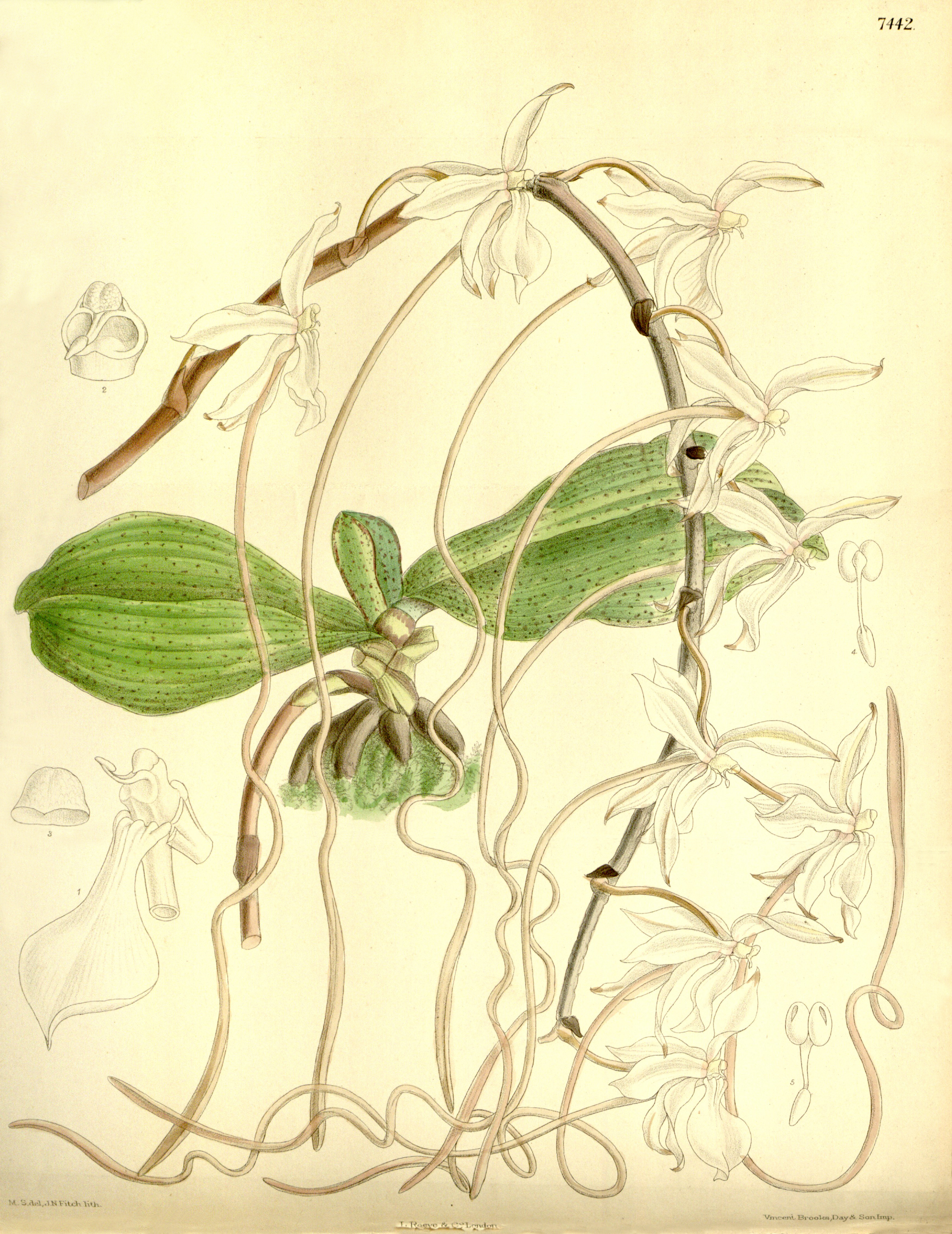
Angraecum kotschyi Curtis's Botanical Magazine 1895